# Ommatius flavicaudus
Ommatius flavicaudus är en tvåvingeart som beskrevs av Malloch 1929. Ommatius flavicaudus ingår i släktet Ommatius och familjen rovflugor. Inga underarter finns listade i Catalogue of Life.